# The A Team
„The A Team“ je song od anglického zpěváka-skladatele Eda Sheerana. Ve Spojeném království byl dne 12. června 2011 vydán v podobě digitálního downloadu a slouží jako hlavní singl alba +. Tento song také debutoval na třetím místě hitparády UK Singles Chart a prodalo se ho 57 607 kopií. Dne 5. prosince za tento song získal nominaci na cenu Grammy.